# 새 개정 표준판 성경
새 개정 표준판 성경(New Revised Standard Version, NRSV)은 기독교 성경의 영어 번역의 하나이다.

## 역사
1989년 미국교회협의회가 펴낸 성경의 영문 번역본이다. 개정 표준역의 재개정인데, 그 자체가 미국 표준역의 최신 수정본 이었다. 새 개정 표준판은 가능한 한 광범위한 종교적 신봉자들의 일탈적, 재판적, 학술적 요구를 충족시키기 위한 번역본으로 의도되었다. 전문 번역본에는 표준 개신교 정경의 서적뿐만 아니라 로마 가톨릭과 동방 정교 기독교의 정경에 전통적으로 수록된 중요한 서적도 포함되어 있다.
번역본은 크게 세 가지 형식으로 나타난다: 개신교 정경의 서적만을 포함한 판본, 그 정경의 모든 서적을 관습적인 순서로 수록한 로마 가톨릭 판본, 그리고 개신교, 가톨릭, 동방 정교회 정경에 등장하는 서적(그러나 시리아 정교회와 에티오피아 정교회 추가 서적은 포함하지 않음). "Anglicated Edition"이라고 불리는 NRSV의 특별판은 미국 영어 대신에 영국 영어 철자와 문법을 사용한다.

## 연구용 판본
- The Harper Study Bible (Zondervan, 1991, ISBN 0-310-90203-7)
- NRSV Reference Bible with the Apocrypha (Zondervan, 1993, ISBN 0-310-90227-4)
- NRSV Student Bible (Zondervan, 1996, ISBN 0310926823)
- The Cambridge Annotated Study Bible (Cambridge University Press, 1993, ISBN 0-521-50777-4)
- The HarperCollins Study Bible with Apocrypha (Society of Biblical Literature, 1997, ISBN 0-06-065527-5)
- The Access Bible with Apocrypha (Oxford University Press, 1999, ISBN 0-19-528217-5)
- The Spiritual Formation Bible (Zondervan, 1999, ISBN 0-310-90089-1)
- The New Interpreter's Study Bible with Apocrypha (United Methodist Publishing House, 2003, ISBN 0-687-27832-5)
- The HarperCollins Study Bible: Fully Revised & Updated (HarperOne, 2006, ISBN 978-0060786854)
- The Green Bible (HarperOne, 2008, ISBN 978-0061951121)
- The Discipleship Study Bible (Westminster John Knox, 2008, ISBN 978-0664223717)
- The Life with God Bible (Renovaré, 2009, ISBN 978-0061627644)
- Lutheran Study Bible (Augsburg Fortress, 2009, ISBN 978-0806680590)
- The Wesley Study Bible (United Methodist Publishing House, 2009, ISBN 978-0-687-64503-9)
- The Guidebook: The NRSV Student Bible (Zondervan, 2012, ISBN 978-0061988189)
- The Jewish Annotated New Testament, 2nd edition (Oxford University Press, 2017, ISBN 978-0190461850)
- The New Oxford Annotated Bible with Apocrypha, 5th edition (Oxford University Press, 2018, ISBN 978-0190276072)
- NRSV Cultural Backgrounds Study Bible (Zondervan, 2019, ISBN 978-0310452683)
- Baylor Annotated Study Bible (Baylor University Press, 2019, ISBN 978-1481308250)
- The Word on Fire Bible (Volume 1): The Gospels (Word on Fire, 2020, ISBN 978-1-943243-53-2)

## 같이 보기
- 성경 번역